# The Cambridge History of Iran
The Cambridge History of Iran (in italiano: La Storia Cambridge dell'Iran) è un'indagine in 7 volumi della storia iraniana pubblicata dal Cambridge University Press. L'opera ripercorre la storia e la storia geografica del territorio dell'attuale Iran e dei territori abitati da persone di origine iraniana dalla preistoria ad oggi.

## I volumi
- Vol. 1. The Land of Iran, edita da William B. Fisher (1968)[1]
- Vol. 2. The Median and Achaemenian Periods, edita da Ilya Gershevitch (1985)[2]
- Vol. 3. The Seleucid, Parthian and Sasanian Periods, edita da Ehsan Yarshater (1983)[3]
- Vol. 4. From the Arab invasion to the Saljuqs, edita da Richard Nelson Frye (1975)[4]
- Vol. 5. The Saljuq and Mongol Periods, edita da John Andrew Boyle (1968)[5]
- Vol. 6. The Timurid and Safavid Periods, edita da Laurence Lockhart and Peter Jackson (1986)[6]
- Vol. 7. From Nadir Shah to the Islamic Republic, edita da Peter Avery, Gavin R. G. Hambly, and Charles Peter Melville (1990)[7]